# Epílogo (retórica)
El epílogo (epi, "sobre", y logos, "discurso") es lo opuesto a prólogo: la conclusión breve de un discurso oratorio o de una obra literaria, donde se presentan los puntos principales.
Se hace por lo regular el resumen de los principales puntos de que se trata en el discurso, el poema u otra obra cualquiera. Se reúnen las pruebas y todo lo que debe servir de base a la conclusión; últimamente, es una especie de peroración.
Entre los antiguos se empleaba el epílogo para producir el efecto que se espera en los teatros de la actualidad, de los sainetes, que se representan después de una tragedia o drama, como para calmar las impresiones violentas que la pieza ha excitado. Era una especie de descanso que se ofrecía a la actividad de la imaginación y del sentimiento
- Datos: Q677297